# Southbury
Southbury est une ville américaine située dans le comté de New Haven au Connecticut.
Southbury devient une municipalité en 1787. D'abord appelée South Purchase, la ville doit son nom à sa situation au sud de Woodbury.

## Démographie
Selon le recensement de 2010, Southbury compte 19 904 habitants. La municipalité s'étend sur 40,07 milles carrés (103,78 km2), dont 1,08 milles carrés (2,8 km2) d'étendues d'eau.
| 1800  | 1850  | 1900  | 1950  | 1960  | 1970  |
| ----- | ----- | ----- | ----- | ----- | ----- |
| 1 757 | 1 484 | 1 238 | 3 828 | 5 186 | 7 852 |

| 1980   | 1990   | 2000   | 2010   | - | - |
| ------ | ------ | ------ | ------ | - | - |
| 14 156 | 15 818 | 18 567 | 19 904 | - | - |